# Rondodasosa
Rondodasosa, pseudonimo di Mattia Barbieri (Magenta, 29 aprile 2002), è un rapper italiano.

## Biografia

### Primi anni,Giovane Rondoe successo internazionale (2020-2021)
Mattia Barbieri è nato il 29 aprile 2002 a Magenta. È cresciuto a Milano nel quartiere San Siro, senza una figura paterna. Ha sempre avuto la passione per la musica hip hop, e ha pubblicato il primo singolo Free Samy nel gennaio 2020, totalizzando in poco tempo mezzo milione di visualizzazioni su YouTube. In seguito è uscito il singolo Leggenda. Ha iniziato ad acquisire un'importante notorietà, nel maggio dello stesso anno, con il remix di Exposing Me, traccia drill di Chicago appartenente a King Von e Memo600, intitolato dal rapper milanese come Face to Face, che tutt'oggi risulta il suo singolo di maggior successo su YouTube.  Il filone positivo si è poi confermato con la sua comparsa nel brano dell'amico Vale Pain, Louboutin, a giugno. Il 19 ottobre 2020 ha pubblicato Slatt in collaborazione con Capo Plaza, che ha raggiunto un ottimo successo piazzandosi al decimo posto della classifica e andando ad anticipare l'uscita del suo primo EP: Giovane Rondo.
Al progetto -oltre a Capo Plaza- hanno partecipato rapper come ValePain, Abby 6ix e Shiva. Il 26 febbraio 2021 è uscito il singolo Movie, che ha visto la partecipazione del rapper britannico Central Cee. Il 14 giugno dello stesso anno, Giovane Rondo ha vinto il disco d'oro, diventando così il primo EP distribuito solo digitalmente a ottenere una certificazione.
A maggio 2021 i rapper britannici Russ Millions e Tion Wayne hanno pubblicato un remix italiano della loro hit internazionale Body, in collaborazione con Capo Plaza e Rondodasosa. Il remix ha ottenuto un ottimo successo in Italia soprattutto grazie alla piattaforma digitale TikTok.
Il 25 giugno 2021 ha pubblicato il singolo Solo/Alone, prodotto da Nko, così come Shawty, in collaborazione con Sacky, che è diventato virale su TikTok.
A fine 2021 ha collaborato con il produttore musicale britannico Fumez the Engineer per il singolo Plugged In. 

### Trenches BabyeMotivation 4 The Streetzcon Artie 5ive (2022-2023)
Rondodasosa è comparso nel mixtape di Central Cee 23, nel singolo Eurovision, che comprende anche il rapper italiano Baby Gang, il rapper britannico A2Anti, i rapper spagnoli Morad e Beny Jr e i rapper francesi Ashe 22 e Freeze Corleone. Nel 2022 ha pubblicato il singolo Chinga con Simba La Rue, seguito dalla collaborazione con l'etichetta Trenches Baby per il brano Birkin. In seguito ha pubblicato il singolo Sturdy seguito da Autostop. 
Nel 2022 è stata la volta del primo album in studio di Rondo chiamato Trenches Baby, con all'interno partecipazioni come thasup, Lazza, Vale Pain, Capo Plaza, Russ Millions, Gazo, Rose Villain e Ghali. 
Nel 2023 Rondo ha aggiunto due singoli all'album, New York e Ready 4 War con Artie 5ive, che hanno realizzato un discreto successo. In seguito per il 2023 Rondo ha preso parte ai singoli dei rapper Russ Millions, Noizy, Mambolosco e ElGrandeToto. Ha fatto uscire tre singoli di seguito: We On Em con NLE Choppa, Chiara e SSG.
Verso la fine del 2023 ha pubblicato insieme ad Artie 5ive i singoli Red&Blue e Guru del Buisness, prima dell'uscita del loro primo album insieme chiamato Motivation 4 The Streetz. Nel progetto si trova la partecipazione di artisti come Capo Plaza, Rose Villain, Achille Lauro, Dessy, Tony Effe, Bello Figo e Rasty Kilo.

### Blue Tape(2024)
Nel 2024 Rondo è tornato con il singolo Face to Face 2, seguito da My Life, Pack a Punch Freestyle, Town e Adderall. Ad aprile 2024 ha pubblicato il suo primo mixtape intitolato Blue Tape. In seguito ha fatto uscire due singoli per la trasmissione On the Radar, a cui fu il primo italiano a partecipare. Ad agosto 2024 è tornato alla ribalta con l'inedito Mandante, che affronta le accuse che sono state fatte sulla vicenda giudiziaria del rapper Shiva.

## Controversie
Il 20 agosto 2021, Barbieri e altri cinque ragazzi tra cui il rapper Baby Gang hanno ricevuto il daspo da tutti i locali di Milano in seguito a una rissa avvenuta il 12 luglio precedente di fronte a una discoteca. In seguito a questo episodio, Barbieri si è trasferito a Londra.
Il 29 dicembre 2022, Barbieri è stato fermato alla guida di un Mercedes a Milano. Risultato senza patente (mai conseguita) e senza documenti, è stato portato in questura, sanzionato e denunciato per resistenza a pubblico ufficiale.
Il 4 febbraio 2024, Barbieri è stato fermato a Milano alla guida di una Dodge nera, priva di targa anteriore e con una targa posteriore non corrispondente al telaio della vettura. Addosso a lui, una pistola scacciacani, riproduzione di una Glock 17 priva di tappo rosso, quattro proiettili a salve e 6 grammi di marijuana. È stato quindi denunciato per porto d’armi illegale e per uso d’atto falso nonché per aver assunto una sostanza stupefacente.

## Discografia

### Album in studio
- 2022 – Trenches Baby
- 2023 – Motivation 4 the Streetz (con Artie 5ive)

### Mixtape
- 2024 – Blue Tape

### EP
- 2020 – Giovane Rondo

### Singoli

#### Come artista principale
- 2020 – Free Samy
- 2020 – Leggenda
- 2020 – Slatt (feat. Capo Plaza)
- 2021 – Seven 7oo (con Sacky, Vale Pain, Neima Ezza, Kilimoney, Keta e Nko)
- 2021 – Movie (feat. Central Cee)
- 2021 – Dubai
- 2021 – Solo/Alone
- 2021 – Shawty (feat. Sacky)
- 2022 – Chinga (feat. Simba La Rue)
- 2022 – Birkin (accreditato come Trenches Baby)
- 2022 – Sturdy
- 2022 – Autostop
- 2023 – Ready 4 War (feat. Artie 5ive)
- 2023 – New York
- 2023 – Eyes of the Tiger (con Artie 5ive)
- 2023 – We on Em (feat. NLE Choppa)
- 2023 – Chiara
- 2023 – SSG
- 2023 – Red&Blue (con Artie 5ive)
- 2023 – Guru del Business (con Artie 5ive)
- 2024 – Face to Face 2
- 2024 – Pack a Punch Freestyle
- 2024 – Town
- 2024 – Adderall
- 2024 – Ragazzi di strada
- 2024 – Another One
- 2024 – Mandante
- 2024 – Baba
- 2025 – Ghetto
- 2025 – Pretty Gangsta (feat. Margola)
- 2025 – Livin (con Byron Messia)

#### Come artista ospite
- 2020 – Louboutin (Vale Pain feat. Rondodasosa)
- 2021 – Body (Remix) (Russ Millions e Tion Wayne feat. Capo Plaza e Rondodasosa)
- 2021 – Plugged In (Fumez The Engineer feat. Rondodasosa)
- 2022 – Eurovision (Central Cee feat. Rondodasosa, Baby Gang, A2Anti, Morad, Beny Jr, Ashe 22 e Freeze Corleone)
- 2022 – Lei  (Neima Ezza feat. Rondodasosa)
- 2023 – Dancer (Russ Millions feat. Noizy, Capo Plaza e Rondodasosa)
- 2023 – Karma (MamboLosco feat. Rondodasosa)
- 2023 – Mezzanotte (ElGrandeToto feat. Rondodasosa)
- 2024 – Trincee (Melons feat. Rondodasosa)

### Collaborazioni
- 2020 – Untouchable (Vale Pain feat. Rondodasosa)
- 2020 – Slime (Lazza feat. Rondodasosa)
- 2021 – Boy (Baby Gang feat. Rondodasosa)
- 2022 – Babe (Anna feat. Rondodasosa)
- 2022 – Ciao (Thasup feat. Rondodasosa)
- 2023 – GangstaBaby (Sacky feat. Rondodasosa)
- 2023 – Mama Africa  (Baby Gang feat. Rondodasosa)
- 2023 – Challenger (Sadturs e Kiid feat. Rondodasosa)
- 2024 – My Brudda (Sacky feat. Rondodasosa)
- 2025 – Ikasaba Man (Odumodublvck feat. Rondodasosa)

## Tournée
- 2024 – Motivation 4 the Streetz Tour (con Artie 5ive)